# Anatoli Koudriavitski
Anatoli Issaïevitch Koudriavitski (en russe : Анатолий Исаевич Кудрявицкий, transcription anglaise : Anatoly Kudryavitsky) est un poète russe et irlandais né à Moscou le 17 août 1954. 

## Biographie
Son père était polonais, sa mère, fille d'un lrlandais du Мауо, qui mourut dans un саmр de concentration stalinien.
Après des études de médecine а l'université de Moscou, il fut critique musical dans les années 1970 avant de devenir écrivain en résidence au Musée Littéraire d'État de Moscou, et rédacteur en chef de leur revue littéraire, Strelets, оù il а рublié des poètes russes d'avant-garde et des poètes anglophones en traduction.
Ses premières œuvres ont paru en samizdat. Il а publié plusieurs recueils de poèmes. Ses nouvelles paraissent dans des revues. Il est l'auteur d'une anthologie de la mini-nouvelle.
En 1999 il а vécu en Allemagne puis, citoyen irlandais, s'est installé а Dublin оù il enseigne le « creative writing » à l'Irish Writers Centre. Il est membre de la Russian Writers's Union et du Рen Club irlandais.
Poète, romancier et traducteur, il écrit avec un égal bonheur en anglais et en russe et traduit de l'une et l'autre langue. Les éditions Dedalus (Irlande) vont faire paraître sous sa direction et dans sa traduction une anthologie de poètes russes contemporains, А Night in the Nabokov Hotel. Son œuvre а été traduite dans neuf langues. Il est aussi un poète de haïku et traducteur de littérature anglaise et américaine.
Il а reçu pour l'année 2001 le Prix The Independent / Ех Libris Book et en 2003 le Prix Edgeworth. En 2005 il а été finaliste pour le Prix international de Poésie Robert Graves. Il vit à Dublin.

## Œuvres

### Romans
- « Истории из жизни сыщика Мыллса » (« Histoire de la vie de l'inspecteur Mylls »). Zakharov Books, Moscou, 2008  (ISBN 978-5-8159-0875-8)
- « Летучий голландец» (« Le Vaisseau fantôme »). Text Publishers, Moscou, 2013  (ISBN 978-5-7516-1178-1)
  - Deuxième édition: EKSMO, Moscou, 2019  (ISBN 978-5-04-102839-8)
- « Игра теней в бессолнечный день » (« Théâtre d'ombres sur un jour sans soleil »). Text Publishers, Moscou, 2014  (ISBN 978-5-7516-1232-0)

### Roman court
- « Парад зеркал и отражений » (« Une parade des miroirs et réflexions »). Text Publishers, Moscou, 2017  (ISBN 978-5-7516-1410-2)

### Histoires
- « Поездка в Где-нас-нет » (« Un voyage dans une région inexplorée »). Elephant Publishing, New Jersey, États-Unis, 2011  (ISBN 978-1-257-68299-7)

### Livres de poésie
En russe :
- « Осенний корабль » (Navire d'automne, 1991) UDN Press, Moscou
- « Запечатаные послания» (Envois cachetés, 1992) Valentin Books, Moscou
- « Звезды и звуки » (Étoiles et bruits, 1993) Linor Books, Moscou
- « В белом огне ожиданья » (Dans le feu blаnс de l'attente, 1994) Sov-VIP Books, Moscou - Oslo
- « Поле вечных историй » (Un champ d'éternelles histoires, 1996) Third Wave Books, Moscou - New York
- « Граффити » (Graffiti, 1998) Third Wave Books, Moscou - New York
- « Книга для посетителей » (Livre d'or, 2001) Third Wave Books, Moscou - New York
- « Голоса Хроноса » (Voix de Chronos, poèmes choisis) Lynx Press, Irlande, 2011.  (ISBN 978-1-4478-6279-6)
- « Ветер зеленых звезд » (Vent d'étoiles vertes, poèmes nouveau et choisis). - DOOS, Moscou, 2015.  (ISBN 978-5-9906507-5-6)
- « Книга гиммиков » (Un livre des gadgets, Evgeny Stepanov maison d'édition, Moscou, 2017.  (ISBN 978-5-91865-463-7)

En anglais :
- « Shadow of Time » (Goldsmith Press, Irlande, 2005)
- « A Night in the Nabokov Hotel: 20 Contemporary Poets from Russia » (Dedalus Press, Irlande, 2006)
- « Morning at Mount Ring » (Doghouse Books, Irlande, 2007)
- « Capering Moons » (Doghouse Books, Irlande, 2011)
- « Coloured Handprints. 20 Contemporary German-Language Poets. » (Dublin, Dedalus Press, 2015)  (ISBN 978-19102511-1-9)
- « Horizon » (Red Moon Press, Etats-Unis, 2016)  (ISBN 978-1-936848-66-9)
- « Stowaway » (SurVision Books, Irlande, 2018)  (ISBN 978-1-9995903-1-4)
- « The Two-Headed Man and the Paper Life » (Mad-Hat Press, Etats-Unis, 2019).  (ISBN 978-1-941196-87-8)